# Lulu Gainsbourg
Pour les articles homonymes, voir Gainsbourg et Ginsburg.
Lucien Ginsburg, dit Lulu Gainsbourg, est un musicien, compositeur et acteur français, né le 5 janvier 1986 dans le 16e arrondissement de Paris. Il est le fils de Serge Gainsbourg et Bambou, et le demi-frère de Charlotte Gainsbourg. Il est également le demi-frère de Natasha et Paul dit « Vania » Gainsbourg, tous deux nés de l’union de Serge avec sa première femme  Françoise-Antoinette Pancrazzi.

## Biographie
En 1980, alors que Jane Birkin vient de le quitter, Serge Gainsbourg rencontre sa future nouvelle égérie, jeune mannequin de profession nommée Bambou, pour laquelle il ne peut s'empêcher de composer. À partir de 1981, elle vit avec lui au 5bis de la rue de Verneuil à Saint-Germain-des-Prés. Cinq années plus tard, elle met au monde Lucien, le 5 janvier 1986. Il est le quatrième enfant de Serge Gainsbourg, dont les deux premiers, Natacha (1964) et Paul (1967) ont été conçus avec Françoise-Antoinette Pancrazzi, auxquels s'ajoute en 1971, Charlotte, dont la mère est Jane Birkin.
En 1988, lors de son concert au Zénith de Paris, Serge Gainsbourg fait monter son fils de deux ans sur la scène lors de l'intro de Hey Man Amen.
Lulu commence le piano à l'âge de cinq ans, puis il entre au conservatoire de musique à Paris à huit ans. Il y étudie le piano et le solfège pendant de nombreuses années avec Annick Chartreux pour professeur durant ses études à l'école secondaire, où il joue avec l'orchestre et le chœur pendant quatre ans. Âgé de quinze ans, Lulu enregistre un duo avec sa mère, Bambou, sur la chanson Ne dis rien (écrite, composée et initialement chantée par Serge Gainsbourg) accompagné par des musiciens de son père, Tony « Thunder » Smith (qui est un enseignant de tambour à Berklee) pour les cornemuses, John Kumnick pour la basse, Stan Harrisson pour le saxophone. En plus de la voix, Lulu y joue aussi du piano.
Âgé de seize ans, Lulu fait ses premiers pas comme acteur dans le film La Bande du drugstore (Aka Dandy en anglais), sorti en février 2002. Il obtient son certificat de fin d'études musicales (CFEM) à dix-huit ans. Pour préparer son entrée au Berklee College of Music, il décide de quitter Paris en 2006 pour aller à Londres afin d'améliorer son anglais et ses talents musicaux au London Conservatory of Blackheath.
Il revient à Paris pour participer à un concert en hommage à Serge Gainsbourg à la Salle Pleyel, où il joue un morceau de Beethoven en juin 2007.
Lulu est accepté au Berklee College of Music à l'automne 2007, afin de devenir musicien professionnel, compositeur et arrangeur.
Au printemps 2008, il compose une chanson, Horse, pour un ami qui a besoin d'un morceau de musique pour un défi de l'« International Steeplechase Challenge ». Lulu compose ensuite la musique de Quand je suis seul sur le dixième album de Marc Lavoine, Volume 10, sorti le 31 août 2009.
Lulu est représenté par Marc Hernandez, directeur associé de VillaMederic, la filiale musique de l'agence CinéArt.[réf. nécessaire]
Le 28 juillet 2010, lors d'un nouveau concert en hommage à Serge Gainsbourg, il monte sur scène pour interpréter au piano Le Sable et le Soldat, une composition de son père jamais jouée en public. Un mois plus tard, il donne son premier concert en France sur le parvis des Chais Magelis à Angoulême : il n'y chante pas, mais joue ses compositions et deux reprises de son père : Comme un boomerang et La Noyée, avec Dani au chant.
En 2011, il sort un duo avec Scarlett Johansson pour une reprise de Bonnie and Clyde. Cette chanson est le premier extrait de l'album de reprises From Gainsbourg to Lulu, sorti le 14 novembre 2011. L'album donne naissance à un spectacle. Plusieurs dates de concerts sont ainsi organisées en France, en Europe et au Japon. L'album sort à l'automne 2012 aux États-Unis.
En 2015, il sort l'album Lady Luck dans lequel il interprète deux duos, l'un avec Anne Hathaway dans la chanson The cure et un autre avec Ara Starck (musicienne et plasticienne, fille de Philippe Starck) dans la chanson It's always something. Lady Luck comporte dix autres titres. Il se caractérise par une recherche mélodique originale et l'affirmation d'une maîtrise musicale.

## Filmographie
- 2002 : La Bande du drugstore : la mascotte du drugstore

## Discographie

### Albums Studio
- 2011 : From Gainsbourg to Lulu ;
- 2015 : Lady Luck avec Ara Starck et Anne Hathaway[10] ;
- 2017 : T'es qui là ?, Mercury Records.
- 2021 : Replay, Why Music.

### Single et EP
- 2001 : Ne dis rien, en duo avec Bambou ;
- Jazz EP, Fontana, 25 juillet 2011.

### Participations
- Musique pour la chanson Quand je suis seul pour Marc Lavoine pour l'album Volume 10.